# Goa Su-Raj Party
Goa Su-Raj Party är ett politiskt parti i den indiska delstaten Goa. I delstatsvalet 2002 lanserade GSRP åtta kandidater, som tillsammans fick 1500 röster.